# Затока Джеймс (проєкт)

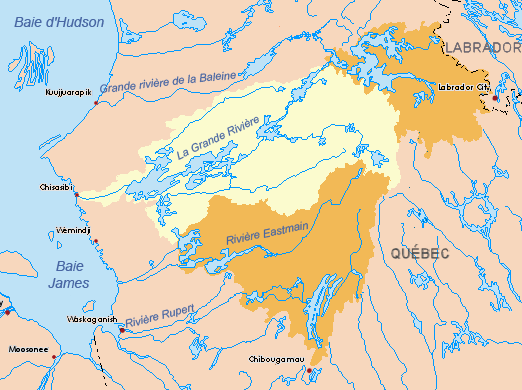
Сточище річки Ла-Гранд. Темнішим кольором виділені ділянки сточищ сусідніх річок, стік яких перекидається до Ла-Гранд

Проєкт Затока Джеймс або Комплекс Ла-Гранд (фр. Projet de la Baie-James) — найбільший гідроенергетичний проєкт компанії Hydro-Québec, що є каскадом ГЕС потужністю 16 000 мегават.
Комплекс побудовано на замовлення компанії James Bay Energy в басейні річки Ла-Гранд, у русло якої також були спрямовані води річки Каніапіско та інших сусідніх річок. Проєкт було розпочато у 1974 році. Загальний басейн комплексу нині становить близько 177 тис. км², тобто приблизно 12 % площі Квебеку. Перепад висот басейну — близько 523 метрів. Загальна потужність 11 ГЕС, що є у його складі перевищує 16 000 МВт.
Можливість будівництва каскаду ГЕС розглядалось з 1950-х, проте принципове рішення про реалізацію проєкту було прийнято в 1971 році, тоді ж почалися підготовчі роботи. До будівництва безпосередньо ГЕС приступили у 1974 році.
Концепція комплексу передбачає будівництво каскаду ГЕС на річці Ла-Гранд, а також перекидання в цю річку частини стоку ще трьох річок — Руперт, Істмейн і Каніапіско. У результаті середня витрата річки збільшується вдвічі — з 1690 до 3400 м³/с, що значно підвищує вироблення електроенергії. Базовим елементом системи є водосховище на Каніапіско, утворене двома греблями і 43 дамбами. На трасі перекидання зводиться ще кілька ГЕС. Передача електроенергії здійснюється за системою ЛЕП постійного струму.
Власне на річці Ла-Гранд розташовані наступні станції, з гирла до джерела:
- ГЕС Ла-Гранд-1 (фр. La Grande-1); потужність — 1436 МВт, середньорічне вироблення — 7,5 млрд кВт·год.
- ГЕС Робер-Бурасса (фр. Robert-Bourassa потужність — 5616 МВт) і ГЕС Ла-Гранд-2-A (фр. La Grande-2А потужність — 2106 МВ). Формально це дві різні ГЕС, фактично ж вони використовують одні й ті ж підпірні гідротехнічні споруди, ідентичне обладнання, так що фактично це єдиний комплекс. Обидві станції мають підземні машинні зали, і приблизно однакові напори — 137 і 138,5 м відповідно. Сукупне вироблення — 37,4 млрд кВт·год.
- ГЕС Ла-Гранд-3 (фр. La Grande-3); потужність — 2417 МВт.
- ГЕС Ла-Гранд-4 (фр. La Grande-4); потужність — 2779 МВт.

### ГЕС на трактах перекидання стоку
На дериваційному маршруті, яким з північного сходу із річки Каніапіско перекидається 45 % стоку, побудовано:
- ГЕС Брізе (фр. Brisay) потужністю 469 МВт (використовує деривацію води з Каніапіско до притоки Ла-Гранд річки Лафордж).

- ГЕС Лафорж-1 (фр. Laforge-1) потужністю 878 МВт
- ГЕС Лафорж-2 (фр. Laforge-2) потужністю 319 МВт.

На дериваційному маршруті, яким з півдня перекидається 50 % стоку річки Рупер та більша частина стоку річки Істмейн, побудовано:
- ГЕС Істмейн-1 (фр. Eastmain-1) потужністю 507 МВт (працює на річці Істмейн).
- ГЕС Істмейн 1-А (фр. Eastmain-1-А) потужністю 768 МВт (працює на річці Істмейн, але з розрахунку на ресурс із Рупер).
- ГЕС Сарсель (фр. Sarcelle) потужністю 150 МВт (біля водосховища Опінака на правій притоці Істмейн).

## Ресурси Інтернету
- The La Grande Complex and commission dates (Hydro-Québec)
- Hydro-Québec Transmission lines
- Human Environment of the James Bay region (Detailed map of the James Bay region)
- James Bay Municipality (English, French)
- Grand Council of the Crees (of Quebec) (English, French, Cree)
- Société d'énergie de la Baie-James [Архівовано 7 квітня 2015 у Wayback Machine.] (English, French)
- Public Information Office on the Rupert River Diversion Project (English, French, Cree)